# Les Héros de l'Œil noir
Les Héros de l'Œil noir (Die Burg des Schreckens) est un jeu d'introduction à l'Aventurie, le monde développé pour le jeu de rôle L'Œil noir.
La troisième édition du jeu de rôle porte le nom Die Helden des Schwarzen Auges qui signifie « Les Héros de l'Œil noir »; il s'agit cependant d'un jeu différent du présent jeu de société.
La traduction littérale du titre est « Le Bourg de la terreur ». L'extension « Le Village de la peur » est quant à elle la traduction de Das Dorf des Grauens

## Fiche technique
- Nom allemand : Die Burg des Schreckens
- Nom anglais : Darkworld
- Genre : Jeux de société
- Monde imaginaire : Dère
- Nombre de joueurs : de 2 à 6 joueurs
- Temps de jeux : 90 minutes
- Concepteur : Roger Ford
- Editeur en France : Schmidt France
- Editeur au Canada : Canada Games

## Contenu
Le jeu se compose :
- d'un plateau composé de 9 sections et un château
- de trois dés 6 faces spéciaux
- d'un dé 10 faces
- de 4 figurines de héros
- de monstres
- de coffres
- et d'un jeu de carte.

## Extensions

### Le Village de la Peur (1993)
Das Dorf des Grauens ; jeu suite des Héros de l'Œil noir.

### La Porte du Dragon (1993)
Tal des Drachen ; jeu suite des Héros de l'Œil noir.
Titre original : Das Schwarze Auge - Tal des Drachens
Titre alternatif : Dark World - Dragon gate
2e et dernière extension du jeu de plateau de Roger Ford, 
les héros de l'œil noir - la porte du dragon met en scène 
la traversée d'un plateau plus court que les précédentes édition 
du jeu de plateau et qui permet d'affronter le maléfique dragon afin de remporter la victoire !
les mêmes règles sont appliquées
4 nouveaux héros font leur apparition
ainsi que du nouveau matériel de jeu
le jeu a été traduit en français